# Li Peng
Li Peng (chinês simplificado: 李鹏, chinês tradicional: 李鵬, pinyin: Lĭ Péng); (Chengdu, 20 de outubro de 1928 - Pequim, 22 de julho de 2019) foi um político chinês.
Foi Primeiro-ministro da República Popular da China, entre 1987 e 1998, e presidente da Assembleia Popular Nacional entre 1998 e 2003. Era considerado o segundo homem mais poderoso do regime, atrás de Jiang Zemin.
Era próximo do grupo de Chen Yun, que era bastante cético em relação à abertura econômica promovida por Deng Xiaoping. Foi muito criticado fora da República Popular da China por seu papel na decisão de acabar pela força com os protestos da Praça Tian'anmen, em 4 de junho de 1989.